# Nabi Moussa
Nabi Moussa, également transcrit Nabî Mûsâ ou Nabi Musa (arabe : نبي موسى, , « Le Prophète Moïse »), est un village de Palestine, en Cisjordanie, près de Jéricho. Il abrite la tombe présumée du prophète Moïse (Moussa dans le Coran), point de départ annuel d'un pèlerinage musulman vers Jérusalem. Selon le recensement de l'État de Palestine en 2007, il comptait une population de 309 habitants sur 122,2 km2

## Histoire

### Origines

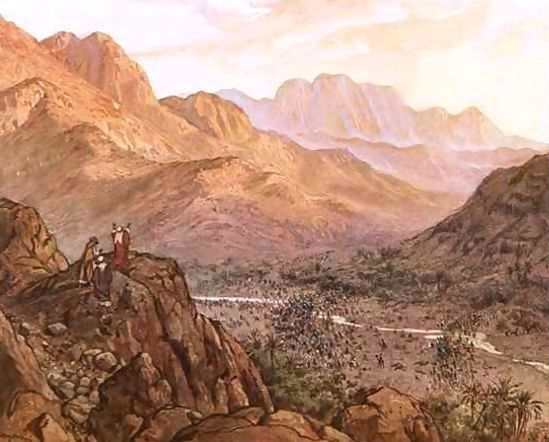
Moïse à la bataille de Raphidim, tableau de William Hole (1846-1917)

Selon l'Ancien Testament, le prophète Moïse, ayant conduit les Hébreux depuis l'Égypte, est mort en vue de la Terre sainte sans que Dieu lui permette d'y pénétrer (Nombres, 20 : 1-12) : le lieu de sa tombe est inconnu (Deutéronome, 34 : 6). Selon la tradition musulmane, il a cherché à échapper à Azraël, l'ange de la mort, en lui crevant un œil puis en se réfugiant en divers endroits. Les anciens historiens et géographes arabes situent sa tombe tantôt dans le pays de Moab, à l'est du Jourdain, tantôt à Damas ou dans le désert près de Jéricho. Le statut de la Palestine comme terre sainte de l'islam ne se précise que pendant les croisades et essentiellement après la reconquête musulmane de Saladin au XIIe siècle. Les Palestiniens modernes attribuent volontiers au héros ayyoubide la fondation du sanctuaire de Nabi Moussa. En fait, la construction de la mosquée ne remonte qu'au règne du sultan mamelouk Baybars (1260-1277) qui lui attribue des biens consacrés (waqf). La célébration d'une fête annuelle (mawsim) n'est attestée qu'à partir du XVe siècle.

### Époque moderne

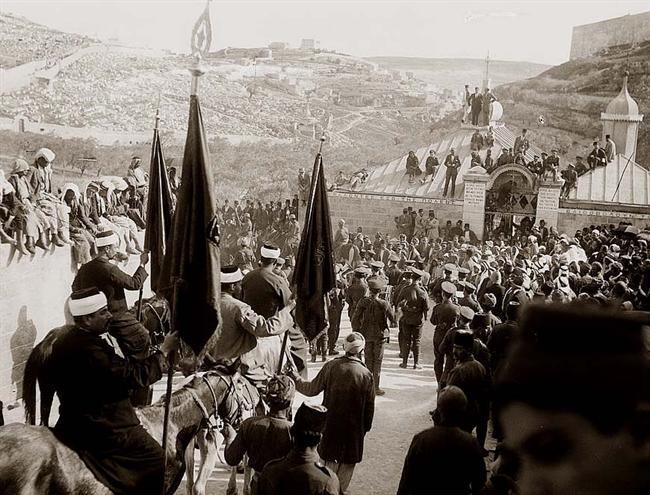
Pèlerinage de Nabi Moussa : porteurs d'étendards arabes et fanfare militaire britannique, avril 1920

Le pèlerinage a longtemps été organisé par la famille al-Husseini, lignée chérifienne de Jérusalem qui attribuait sa fondation à un de ses ancêtres. Jusqu'à la fin de la période ottomane, c'est une fête de caractère local qui attire surtout des pèlerins des collines de Palestine centrale alors que les habitants des régions côtières fréquentent surtout le mawsim de Nabi Salih (le prophète Sâlih) près de Ramallah. C'est pendant la période de la Palestine sous mandat britannique, dans les années 1920, sous l'impulsion du mufti Hajj Amin al-Husseini, qu'elle devient une manifestation de masse du nationalisme arabe et une affirmation de l'identité palestinienne à la fois contre le colonialisme britannique et contre le sionisme. Les pèlerins y viennent de toute la Palestine sous la bannière de leur confrérie, de leur ville ou de leur village.
Le 2 avril 1920, la procession de Nabi Moussa à Jérusalem donne lieu à des affrontements armés entre musulmans et juifs, faisant 4 morts chez les premiers et 5 chez les seconds. Les deux camps critiquent la négligence de l'autorité britannique et notamment l'absence ce jour-là de la fanfare militaire qui jouait habituellement un rôle d'interposition.
Le sanctuaire de Nabi Moussa a toujours été épargné pendant les bouleversements de la Première Guerre mondiale et des guerres israélo-arabes alors que des combats ont eu lieu à proximité immédiate, comme l'attestent les vastes cimetières qui l'entourent.
La Cisjordanie est annexée unilatéralement par le royaume de Jordanie, de 1948 à 1967, avant de passer sous l'occupation d'Israël. L'établissement de l'Autorité palestinienne, à partir de 1996, s'accompagne d'une mise à l'écart de la famille al-Husseini, chargée jusque-là de la gestion du sanctuaire.

## Sanctuaire et pèlerinage

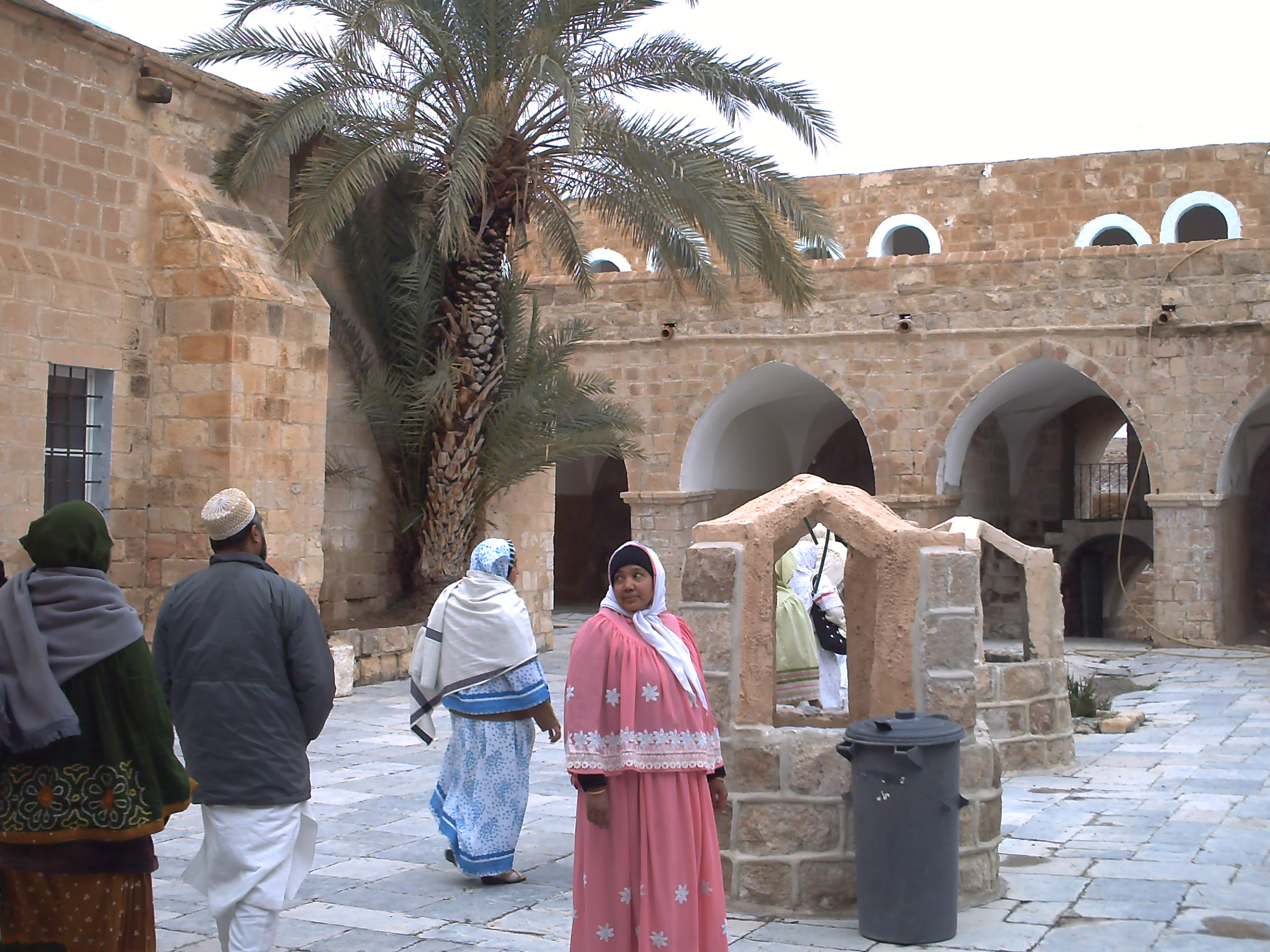
La cour du sanctuaire, janvier 1970

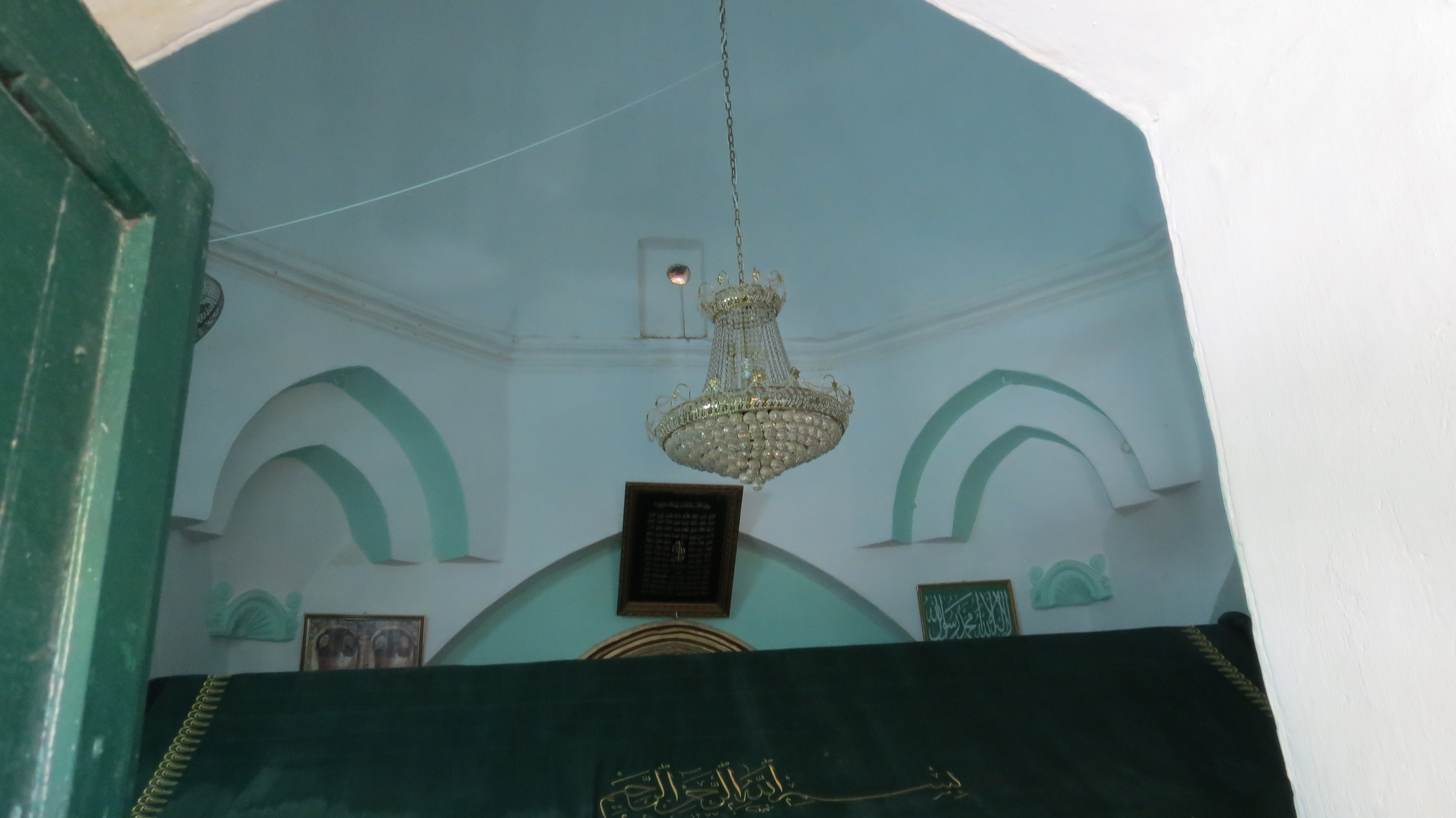
Cénotaphe de Moïse couvert d'un voile vert (tôb), mai 2015

Le bâtiment du sanctuaire se trouve en plein désert, à l'écart de la grande route de Jéricho à Jérusalem. Il occupe une surface de 5 000 m² et compte plus de 300 chambres. La tombe de Moïse (Qubba), au centre de l'édifice, date du XIIIe siècle, la mosquée du XIVe siècle et les salles environnantes du XIXe siècle.
La date de la fête, en avril, n'est pas fixée selon le calendrier musulman mais en fonction de la semaine de Pâques dans le calendrier julien suivi par l'Église orthodoxe. Le choix de cette date n'est pas expliqué, certains auteurs l'attribuant à Saladin et d'autres au sultan ottoman. La célébration dure 7 jours à partir du vendredi qui précède le Vendredi saint.
La célébration de Nabi Moussa s'accompagne de rituels de vœux, invocations, circoncision et coupe de cheveux de jeunes garçons. Jusqu'aux années 1990, elle se déroulait dans un grand désordre. Entre 1997 et 2000, le sanctuaire n'attire plus qu'un petit nombre de fidèles, surtout des femmes des environs. Dans les années 2000, le gardien, un religieux formé en Arabie saoudite et influencé par le wahhabisme, se montre critique envers les pratiques traditionnelles de vénération du saint qu'il considère comme des superstitions alors que sa femme, appartenant à une vieille lignée de desservants locaux, se montre plus compréhensive. Selon l'orientaliste Emma Aubin-Boltanski :
« Elle ne joue aucun rôle dans l'organisation du culte, mais elle sert souvent de confidente, de consolatrice et de conseillère aux visiteuses qui, venues chercher aide et réconfort auprès de Moïse, arrivent parfois dans un état de grand désarroi. »